# シャルロット (サムライスピリッツ)
シャルロット（Charlotte）は、SNK（SNKプレイモア）の対戦型格闘ゲーム『サムライスピリッツ』シリーズに登場する架空の人物。

## 概要
フランス人の女性剣士で、邪神・アンブロジァに掌握された祖国と王妃を救うために甲冑に身を包んで参戦した。
貴族の出身で、フルネームはシャルロット＝クリスティーヌ＝ド＝コルデ（Charlotte Christine Colde）。何よりも民衆の事を優先的に考えるため、彼らからの人望は非常に厚い。
性格は気高く、話し方は基本的に中性的かつ尊大である。本人はつい高飛車な態度を取ってしまうことを気にしている。
伝書鳩のピエールを飼っている。フランス国外にいる時の祖国との連絡は、このピエールを通じて行っている。この鳩の名前は初恋の男性から採られている。
ボイスは母語であるフランス語（Allons{来なさい}、Au revoir{さようなら}など）を話すが、技の名前は英語表記が多い。
初代作品の『SAMURAI SPIRITS』（以下『初代』）の開発者によると、女性ファンを想定してデザインされたキャラクターである。しかし、当時の月刊「ゲーメスト」では、同作に置いてのゲーム内での爆発的な強さから企画者への批判を生むことになってしまったと笑いを交えつつ語られている。(ただし20年以上経ち『初代』の研究が進んだ現在では、ダイヤグラム上ではシャルロットはトップに位置するものの、全員の強さに極端な有利不利は少なく、比較的バランスの良い作品とされている。)
『サムライスピリッツ 斬紅郎無双剣』（以下『斬紅郎無双剣』）には登場しないが、これについてはスタッフのインタビューにおいて、作品のコンセプト上当初から登場の予定はなかったと明かされている。ただし『斬紅郎無双剣』のスタッフロールでは、壬無月斬紅郎のコスプレをして姿を見せている。
『サムライスピリッツ零』（以下『零』）では昔馴染みの貴族のミッシェルと共に東洋のフランス進出への査察に同行していたが、彼女自身は純粋に東洋の見分をするためについてきた。『零』では日本に立ち寄った際にミッシェルから「兇國日輪守我旺の反乱が勃発するから危険な日本から離れよう」と言われるも、日本の見分および我旺の反乱の阻止のために離陸している。
『サムライスピリッツ 天下一剣客伝』（以下『天下一剣客伝』）では覇王丸はシャルロットのことを親友と思っており、度々フランスを訪れているという描写がある。また、同作中ではシャルロットは生涯独身を貫いたことになっている。
『サムライスピリッツ閃』では、マタドールのキリアンと出会って以来、彼から尊敬されている。
『SAMURAI SPIRITS 〜侍魂〜』ではガルフォードステージの背景に登場している。
『SAMURAI SPIRITS2 〜アスラ斬魔伝〜』では出番がないが、ネオジオポケットカラーへの移植作品である『サムライスピリッツ!2』ではプレイヤーキャラクターとして登場している。

### キャラクターデザイン
身長が72インチ（約183cm）で女性キャラクターの中では圧倒的な身長の高さであり、男性キャラクターと比較しても6尺（約182cm）のキャラクターとほぼ同等の高さである。
上半身を覆う大きな鎧、膝当てやロングブーツ、肘まである手袋(オペラグローブ)などで全身を覆っており、肌の露出がほぼない。鎧の下には膝丈のワンピース状の洋服を着用している。デフォルトカラーは青いワンピースに銀色の鎧と膝当てで、ブーツや手袋は黒。
髪の長さは肩までの長さのウェーブヘアだが、ゲーム中では髪の毛先が鎧で隠れている。
『真SAMURAI SPIRITS 覇王丸地獄変』（以下『真』）では髪型がロングヘアを毛先の方で束ねたものに変更されるが、同作のエンディングでは覇王丸と彼の許婚・静の仲睦まじい場面を目撃して想いを断ち切るためにレイピアで長く伸ばした髪を切るシーンがある。
時間軸が『斬紅郎無双剣』と『真』の間に位置する『サムライスピリッツ 天草降臨』（以下『天草降臨』）では、前下がりの肩上の長さのボブカットで登場する。『初代』より以前の時間軸の『零』シリーズでも同様の髪型である。
シリーズでは微妙に鎧がマイナーチェンジしているものの、初代からほぼ同一の衣装の形を維持していたが、『SAMURAI SPIRITS(2019)』ではデザインが変更され、上半身の鎧の着用は変わらないものの、ミニスカートの上から両脇に深いスリットが入ったワンピースを重ねような形に変化したことで太腿などが露出しており、髪型がポニーテールになる等、これまでの中性的なコンセプトから大きく変化している。

### 武器
ラロッシュ
シャルロットの愛剣であるレイピア。レイピアの特徴の一つである護拳は、柄を握る手を覆い隠すほどの大きさになっている。普段は鞘に納められ、腰の脇に携えられている。
『SAMURAI SPIRITS(2019)』では護拳にレリーフなどの装飾が施され、より華美なデザインとなった。

## ゲーム上での特徴
ゲーム内においては、『初代』や『真』においては最強クラスの強さを誇っている。
短気な性格が怒りゲージシステムに反映されており怒りゲージが非常に溜まりやすいが、怒り頂点時の攻撃力上昇量は最低ランク。
特に『初代』では高性能なジャンプ大斬り、地上技のリーチと速さ、全キャラ中トップのジャンプスピード、ダウンさせられても起き上がりが他キャラより早く起き攻めを受けにくいなどの優遇があり対戦ダイアグラム上では1位に位置している。
『真』では橘右京に対戦ダイアグラムで1位を譲ったものの、千両狂死郎と共に最強クラストップ3の一角である。以降のシリーズでも作品によって中上位〜上位の性能だが、『天下一剣客伝』では一気に大幅な弱体化を受けている。

## 技の解説

### 主な通常技
ジャンプトライファーント
ジャンプしながら大きな三角形を描くように斬りつける。判定･スピード共に優秀なジャンプ大切り。
ファーント、ミリューファーント
それぞれ遠距離立ち小斬りと立ち中斬り。リーチとスピードに優れる。
スキップキック
立ち状態のキック。その場から前方向にジャンプする膝蹴りを出す。優秀な対空技。
ダウンキック
しゃがみ状態のキック。中か大で出す事でヒットすればダウンを奪える。

### 必殺技
パワーグラデーション
レイピアを振り上げながらジャンプする技。『初代』及び『真』のコマンドリストでは、「パワーグラデーション」「パワーグラデイション」「パワーグラディション」と複数の表記が混在している。
ボタンによる違いは、攻撃発生速度と跳び上がる高さ。高さは弱から強の順で高くなり、攻撃の発生速度は『初代』では弱から強の順で速くなっていったが、『真』では反対になった。
また、『真』では着地位置が微妙に異なり、弱が発動位置より少し後方、中が少し前方、強が同位置（真下）となる。
RPG版である『武士道烈伝』では、強化版として二体の敵を同時に攻撃する強化二段階目の「ミストラルグラデーション」、敵全体に攻撃する強化三段階目の「シエルモンテ」が存在する。
スプラッシュファーント
突進しながら、レイピアを素早く無数に突き出す技。
ボタンによる違いは、攻撃発生速度と突進距離及びヒット数。発生速度は弱から強の順で遅くなり、突進距離は弱から強の順で長くなる。
また、『真』では弱と中のみ下半身が無敵となっている。
『武士道烈伝』では、強化版として二体の幻影と共に突進し複数の敵に同時に攻撃する「ミラージュファーント」が存在する。
トライスラッシュ
『真』より追加された技で、『天草降臨』では修羅の技。
レイピアを振るって剣の軌跡で光の三角形を描き、それを飛ばす。
ボタンによる違いは射程と飛ぶ速さ。弱から強の順で遠くまで届く。
『武士道烈伝』では、強化版として二体の敵を同時に攻撃する強化二段階目の「ノーブルスラッシュ」、敵全体に攻撃する強化三段階目の「プリエスラッシュ」が存在する。
バイオネットラージュ
『天草降臨』より追加された技で、『天草降臨』では羅刹の技。
レイピアに気のようなものを纏わせて突き込み、遠い間合いにまで攻撃する。
ボタンによる違いは攻撃発生速度と射程。強は発生が遅くなる分、射程が延びる。
リオンランセ
『天草降臨』より追加された技で、『真』までの通常投げが元になっている。『天草降臨』では羅刹の技。
スライディングから相手を投げる技。下段判定のため立ちガードは不能だが、ガードされた際の隙は大きい。
セルジュ・ランセ
『サムライスピリッツ!2』の技。修羅の技で、コマンド投げ。
なお、この技を使用するために必要なグラフィックカードの解説文には、技名の「セルジュ」はシャルロットの父の名前であることが記されている。
バラを捧げる
『サムライスピリッツ!2』の技。羅刹の技で、反撃技。
デルニエクレール
『武士道烈伝』にて使用する技。相手の急所を狙った突きを繰り出し、命中した敵単体を一定確率で即死させる技。

### 武器飛ばし技など
アンジェデファンス
『武士道烈伝』における秘奥義。
「妖花慟哭之章」の修行場でのみ習得可能な秘奥義で、「スプラッシュファーント」の強化版。
スプラッシュグラデーション
『真』の武器破壊技で、『天草降臨』では修羅の武器飛ばし技、『零SPECIAL』では絶命奥義、『天下一剣客伝』では秘奥義。
レイピアを突き出し、攻撃がヒットすると剣の軌跡で光の七芒星を描きつつ攻撃する。『真』では「スプラッシュグラデイション」、『武士道烈伝』では「スプラッシュグラディション」という表記になっていた。
『真』では、同作の武器破壊技の中で唯一、ガードされた場合にも怒り状態が終了してしまう。
『天草降臨』と『零SPECIAL』では最後に「パワーグラデーション」で相手を吹き飛ばすが、『天草降臨』のみヒット後に押すボタンによってフィニッシュの吹き飛ばし方を変更可能。
『天草降臨』における「パワーグラデーション」以外のフィニッシュは、高笑いしたあと平手打ちするもの、振り払うようにレイピアを一閃するもの、両手を胸にやって祈るような仕草をすると手の部分に一瞬閃光が走るものの3つ。
『武士道烈伝』では強化三段階目（最終段階）の超奥義であり、一段階目（初期段階）が「ラファールグラディション」、二段階目が「スプランドグラディション」という名称になっている。
クリスタルローズ
『天草降臨』の羅刹の武器飛ばし技で、『零』以降も武器飛ばし技として使用。
赤いバラを投げ、その後バラと共に相手を攻撃する乱舞技。最後の一撃の直前に相手に重なるように巨大なバラの形のオーラが現れ、とどめに「パワーグラデーション」で相手を吹き飛ばすと同時にバラのオーラが散る演出となっている。
ラ・ダンス・ドゥ・ラ・ローズ
『SAMURAI SPIRITS (2019)』での秘奥義。
赤い薔薇を空中に投げ上げたあと高速の連続突きで攻撃し、最後は落ちてきた薔薇ごと相手の胸を一突きする。

## 登場作品
- SAMURAI SPIRITS
- 真SAMURAI SPIRITS 覇王丸地獄変
- サムライスピリッツ 天草降臨
- サムライスピリッツ零
- サムライスピリッツ零SPECIAL
- サムライスピリッツ 天下一剣客伝
- サムライスピリッツ閃
- SAMURAI SPIRITS（2019年版）
- 熱闘サムライスピリッツ
- 真説サムライスピリッツ 武士道烈伝
- サムライスピリッツ!2
- THE KING OF FIGHTERS ALLSTAR

## 他のメディアでのシャルロット
アニメ版
『サムライスピリッツ 破天降魔の章』では、ストーリー上のヒロインを務めている。
このアニメのストーリーはゲーム本編の『サムライスピリッツ』シリーズとは異なるオリジナル展開であり、100年前に善神・アニスレイザに選ばれた聖剣士の生まれ変わりとして、暗黒神・アンブロジァの下僕と化したかつての仲間・天草四郎時貞の討伐のために日本を訪れる。
このアニメでは天草に洗脳されかけた覇王丸を身を呈して制止し、覇王丸の故郷の村の子供たちに恋人と誤解されるなど、恋愛感情を示唆する描写がある。同作の小説版では更に設定が掘り下げられ、前世において覇王丸の恋人であったことが明確に示されている。
ドラマCD版
電撃CD文庫では、柳生十兵衛からオランダ人と間違えられるシーンがある。

## キャスト
- 生駒治美
- 新堂真弓（『天下一剣客伝』）
- 土師亜文（『2019年版』、『KOF ALLSTAR』）
- 玉川紗己子（アニメ『サムライスピリッツ〜破天降魔の章〜』）
- 中谷ゆみ（電撃CD文庫）

## 関連人物
- 覇王丸 - 『零』以降面識を持つ事になる人物、友人、片想いだったが覇王丸に許嫁・脇坂静が居た事を知り失恋で終わる
- ナコルル - 『零』以降面識を持つ事になる人物、友人、憧れを抱かれる
- ガルフォード - 『零』以降面識を持つ事になる人物、友人
- 王虎 - 友人
- 天草四郎時貞/天草四郎時貞（悪） - 敵視
- アンブロジァ/アンブロジア - 敵視
- ナインハルト・ズィーガー - 嘗てズィーガーから初恋相手として想いを寄せられていた、友人
- 羅将神ミヅキ - 敵視
- アンドリュー
- 瑞香